# جون ريد سيمز
جون ريد سيمز (بالإنجليزية: Jon Reed Sims)‏ هو موزع أمريكي، ولد في 6 مايو 1947، وتوفي في 16 يوليو 1984.

## وصلات خارجية
- جون ريد سيمز على موقع ميوزك برينز (الإنجليزية)